# Судзуки, Тэйити
Тэйити Судзуки (яп. 鈴木 貞一 Судзуки Тэйити:, 16 декабря 1888 — 15 июля 1989) — генерал Императорской армии Японии, один из организаторов экономики Японии во время Второй мировой войны, осуждённый за военные преступления на Токийском процессе.
Был одним из ведущих организаторов военной экономики Японии и экономической эксплуатации захваченных азиатских территорий, занимал ряд постов в правительстве в годы войны, в 1941—1943 годах — министр[чего?], затем до конца войны — советник правительства.
Судзуки был приговорён к пожизненному заключению на Токийском процессе в 1948 году, но в 1955 году был досрочно освобождён из тюрьмы Сугамо, как и ряд других японских военных преступников.
После освобождения недолгое время вновь был на государственной службе, впоследствии вёл затворнический образ жизни, отказывался от общения с журналистами. Умер в возрасте 100 лет в 1989 году будучи последним из осуждённых на Токийском процессе.